# SS Contessa
El SS Contessa era un buque refrigerado de carga y pasajeros de 5.512 TRB construido por Barclay, Curle & Co., Glasgow para Vaccaro Brothers & Company, botado el 18 de febrero de 1930. El barco junto con el barco hermano Cefalu, sirvió puertos en Estados Unidos, Nueva York y Nueva Orleans y puertos en Cuba, Centroamérica y específicamente La Ceiba, Honduras que sigue siendo un puerto para el comercio de frutas. El barco pasó a formar parte de Standard Fruit Company, una empresa establecida por Vaccaro Brothers, y operó como un buque de carga de pasajeros hasta que fue absorbido en Nueva Orleans por el War Shipping Administration (WSA) el 29 de mayo de 1942, permaneciendo Standard Fruit Company como agente operativo de la WSA. El barco fue sub fletado a casco desnudo al Departamento de Guerra de los Estados Unidos el 14 de julio de 1943 y operó en la flota local del Área del Pacífico Sudoeste del Ejército bajo el número de flota local X-96 desde el 18 de septiembre de 1943 hasta 1945 como un barco de tropas. El barco fue devuelto a WSA con Standard Fruit nuevamente como su agente el 28 de mayo de 1946 en Brooklyn hasta que regresó a la compañía para operaciones comerciales en Nueva Orleans el 20 de agosto de 1947.

## Historia

### Servicio comercial
El servicio comenzó con salidas desde Nueva York al mediodía todos los jueves por Contessa o el barco hermano Cefalu para viajes de doce días a las aguas tropicales y puertos con anuncios que enfatizaban el hecho de que todos los alojamientos de los pasajeros estaban bien ventilados en camarotes "exteriores". Características incluían agua fría y caliente en todas las habitaciones con baños de agua salada fría y caliente o duchas de agua dulce y una piscina de agua salada en la cubierta de popa. En 1934, los dos barcos operaban desde los Estados Unidos desde Nueva Orleans en lugar de Nueva York. 

### Segunda Guerra Mundial

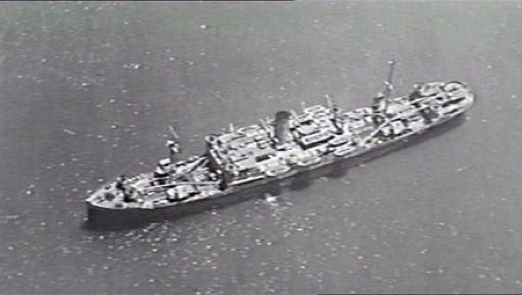
El Contessa durante la operación Torch en 1943.

El 29 de mayo de 1942, El Contessa fue absorbida por la War Shipping Administration (WSA) en Nueva York, quedando la Standard Fruit Company como agente operativo de la WSA y el barco conservando su registro hondureño.
En octubre, Contessa fue elegida en el último minuto para resolver un problema que enfrentaban los planificadores de la Operación Torch al abastecer rápidamente el aeródromo que se capturaría en Port-Lyautey, que se apoyó en el río Sebú con gasolina de aviación y municiones. Los muelles en el aeródromo de Port-Lyautey se encuentran en una curva en "U" del río aproximadamente a cinco millas de las playas del desembarco, pero nueve millas río arriba con una profundidad máxima que incluso en las mareas más altas de noviembre limitaba el acceso a los barcos. dibujando no más de 19 pies (5,8 m). El Contessa llegó a Norfolk mientras el convoy se preparaba para zarpar con fugas y problemas de motor que requerían un dique seco inmediato.S e espera que tome varios días. Con un esfuerzo extraordinario, el barco fue reparado temprano, pero mientras tanto, gran parte de la tripulación había abandonado la ciudad esperando una estadía más prolongada. Tres días tarde, con una tripulación llena de marineros voluntarios de un bergantín naval local liberados de delitos menores, el barco partió desde el puerto de embarque de Hampton Roads en las primeras horas del 27 de octubre  en un viaje sin escolta. atraviesa el Atlántico para unirte al convoy. Contessa, cargada con solo 738 toneladas de gasolina y bombas, alcanzó al convoy el 7 de noviembre.  A las 16.20 del 10 de noviembre el Contessa ingresó al río Sebú, liderada por el USS  Dallas con un batallón de asaltantes del ejército estadounidense embarcado y seguido por el USS  Barnegat, para entregar la gasolina y municiones de aviación para los setenta y siete  aviones P-40 Warhawk lanzados en la mañana por el portaaviones auxiliar USS Chenango, pero encalló al pasar la Kasba y tuvo que esperar una marea más alta la mañana del 11 de noviembre. 
El 14 de julio de 1943, la WSA colocó a Contessa en régimen de subdesarrollo al Departamento de Guerra de los Estados Unidos para que la operara el Cuerpo de Transporte del Ejército de los Estados Unidos.  El 18 de septiembre de 1943, Contessa se había unido a la flota local del Área del Pacífico Sudoeste del Ejército bajo el número de flota local X-96.  Su barco hermano, Cefalu, también se unió a esa flota en la misma fecha que el X-95 y ambos ahora están clasificados como barcos de 14,6 nudos, convertidos en teatro para el transporte de tropas y sirviendo como "barcos de salida" utilizados para transportar tropas para descansar en Australia desde los frentes de Nueva Guinea. El Memorial de Guerra de AustraliaLa foto del barco en el suroeste del Pacífico muestra armamento con un cañón de cinco pulgadas y cañones antiaéreos de 20 mm en la proa, en la superestructura y en la popa. 
En 1944, con la planificación de la campaña de Filipinas en marcha y una grave escasez de transporte refrigerado disponible en el teatro, se consideró la reconversión de Contessa y Cefalu a transportes refrigerados.  Durante la conversión al transporte de tropas, la maquinaria de refrigeración no se había retirado y el 2 de noviembre de 1944 el general MacArthur aprobó la reconversión de los barcos en transportes refrigerados para proporcionar 327,886 pies cúbicos en contra de los 82 410 pies cúbicos remanentes de espacio refrigerado con la solicitud del trabajo. hacerse en San Francisco en lugar de en los astilleros australianos para reducir las demoras.  La solicitud fue concedida el 18 de diciembre de 1944 con Contessa. Siendo el primer barco seguido por Cefalu cuando se completó su conversión.  La conversión no se completó hasta junio de 1945 y el trabajo en Cefalu no se debía hasta julio.  Incluso la conversión de Contessa fue ineficaz y el barco fue devuelto a San Francisco el 20 de septiembre de 1945 porque su refrigeración no pudo mantener las bajas temperaturas requeridas en los trópicos. 
El 28 de mayo de 1946, el barco volvió a estar bajo el mando de Standard Fruit Company que opera en Nueva York como agente de la WSA hasta que regresó a la compañía en Nueva Orleans para el servicio comercial el 20 de agosto de 1947.